# Carlos Pérez Maldonado
Carlos Pérez-Maldonado Cepeda (Monterrey, Nuevo León, 24 de febrero de 1896 - ibídem, 18 de marzo de 1990) fue un escritor, historiador y académico mexicano. Se especializó en la historia de su estado natal, en genealogía y en heráldica.

## Semblanza biográfica
Fue hijo de José Pérez-Maldonado López y de Elena Cepeda Rojas. Realizó sus primeros estudios en una escuela de los Hermanos Cristianos de La Salle, para después estudiar comercio en el Colegio Marista de Monterrey. Fue consejero y accionista de industrias e instituciones bancarias, pero paralelamente se dedicó al estudio de la historia de su estado natal. 
Fue sobrino del doctor Amado Fernández, quien en 1906 fundara la Junta Arqueófila de Nuevo León. Dentro de los planes de su tío se encontraba la meta de crear un museo en el antiguo edificio del Obispado, pero dicho proyecto no prosperó, y las colecciones reunidas fueron heredadas a Carlos Pérez Maldonado. 
Incursionó en el estudio de la heráldica y la genealogía llegando a convertirse en una autoridad en la materia y formando parte de la comisión oficial que creó el Escudo de Nuevo León en 1943. En 1949, fue fundador de la Academia de Ciencias Históricas de Monterrey, en la cual participaron Timoteo L. Hernández, Santiago Roel, José P. Saldaña, Tomás H. Hunter y Carlos Álvarez, ese mismo año organizaron el Primer Congreso de Historiadores de México y Estados Unidos.
Fue miembro correspondiente de la Academia Mexicana de la Lengua. En 1950, la Academia Nacional de Historia y Geografía le otorgó las Palmas Académicas y fue nombrado miembro de número de la Academia Mexicana de la Historia.  El 16 de octubre tomó posesión del sillón N° 22, leyendo el discurso "El Excmo. y Rmo. Sr. Dn. Primo Feliciano Marín de Porras y la emboscada de Baján", el cual fue contestado por Vito Alessio Robles. Murió el 18 de marzo de 1990 en su ciudad natal.

## Obras publicadas
Fue articulista en los periódicos El Porvenir y El Norte, escribió para las Memorias de la Academia Mexicana de la Historia, para las Memorias de la Academia Mexicana de Genealogía y Heráldica, y para Humanitas de la Universidad Autónoma de Nuevo León. Entre sus obras destacan:
- Condecoraciones mexicanas y su historia, en 1942.
- Monterrey, cosas poco conocidas acerca de este nombre y de su heráldica, en 1944.
- Medallas de México, en 1945.
- La ciudad metropolitana de Nuestra Señora de Monterrey, en 1946.
- Documentos históricos de Nuevo León. Anotados y comentados 1596-1811, primera serie en 1947 y segunda serie en 1948.
- El Obispado, monumento histórico de Monterrey, en 1947.
- El casino de Monterrey, bosquejo de la sociedad regiomontana, en 1950.
- Narraciones históricas regiomontanas, en dos tomos, de 1959 a 1961.
- Genealogía y heráldica. Los Pérez Maldonado, edición privada en 1963.
- El segundo imperio. Semblanza de Maximiliano y Carlota, en 1980.